# Łagiewniki (powiat radomszczański)
Łagiewniki – wieś w Polsce położona w województwie łódzkim, w powiecie radomszczańskim, w gminie Kodrąb.
W latach 1975–1998 miejscowość należała administracyjnie do województwa piotrkowskiego.
Pod koniec II wojny światowej w Łagiewnikach stacjonowała Armia Czerwona.

## Nazwa
Nazwa pochodzi od zawodu, który był uprawiany w średniowieczu. Łagiewnik zajmował się wyrabianiem naczyń z gliny lub drewna. Każda miejscowość o tej nazwie powstawała przeważnie blisko osad rycerskich i zamkowych, gdzie trudniono się wspomnianym wcześniej rzemiosłem.

## Sport
W Łagiewnikach znajduje się amatorski klub piłkarski do lat 21. W siedzibie klubu często odbywają się towarzyskie spotkania lokalnej młodzieży.
Klub posiada boisko do piłki nożnej oraz do siatkówki a także stoły do tenisa i piłkarzyki.

## Turystyka
Łagiewniki są położone na wyżynie Radomszczańsko - Przedborskiej ten malowniczy teren jest idealny na piesze i rowerowe wycieczki.